# Sakanaction
Sakanaction (на японски: サカナクション Sakanakushon; на български може да се произнесе Саканакшон и/или Саканакшън), стилизирано sakanaction, е японска рок група от Сапоро, Япония.
Музиката ѝ е смесица от алтернативен рок, електроника, поп и ню уейв, затова не е лесно да се постави под една-единствена категория. Състои се от петима членове: Ичиро Ямагучи, Мотохару Ивадера, Ами Кусакари, Еми Оказаки и Кейичи Еджима.
Името на групата е словосъчетание от думите sakana (яп. 魚 – „риба“) и английската action (букв. „действие“). По думите на членовете от групата името отразява желанието им да действат пъргаво и леко като риби под водата, без да се боят от промените на музикалната сцена. Съставът се радва на нарастваща популярност и успех, дължащи се на позициите му в топ 10 на класациите „Орикон“.

## Членове
- Ичиро Ямагучи (яп. 山口 一郎 Yamaguchi Ichirō), роден в Отару на 8 септември 1980 г. – вокал и китара
- Мотохару Ивадера (Мочи) (яп. 岩寺 基晴 Iwadera Motoharu), роден в Сапоро на 11 март 1981 г. – китара
- Ами Кусакари (Неесан) (яп. 草刈 愛美 Kusakari Ami), родена в Токио на 30 април 1980 г. – бас и синтезатори
- Еми Оказаки (Закки или Закиока) (яп. 岡崎 英美 Okazaki Emi), родена в Отару на 5 октомври 1983 г. – синтезатори
- Кейичи Еджима (Еджи) (яп. 江島 啓一 Ejima Keiichi), роден в Сапоро на 8 юли 1981 г. – барабани

## Биография

### Формиране на групата
Ичиро Ямагучи, фронтменът на групата, първоначално създава група на име Дъчман (Dutchman) през 1998 г. със своите съученици, в това число и Мотохару Ивадера. За целия си период на активност от 2000 до 2003 г. групата издава един макси сингъл, озаглавен Fly, един студиен албум под името Demonstration и един сингъл – Mikazuki Sunset, който е продаван единствено на участия на живо. Съставът не получава голямо признание, което води до разпадането му през 2004 г., като Ямагучи остава единственият член от състава, затова започва да работи като диджей по нощни клубове.
Едва година по-късно, през 2005 г., настоящата група, позната под името Саканакшон, се формира официално. По това време Ямагучи работи в магазин за грамофонни плочи, където чува песента Owari no Kisetsu на Рей Хараками, която става негово вдъхновение да създаде новата група заедно с Ивадера. През пролетта на 2006 г. останалите настоящи членове се присъединяват към тях. Кусакари същевременно напуска друга група и е помолен да се присъедини към новоформиралия се състав, Еджима е представен от общ приятел, а Оказаки е колега на Ямагучи от магазина за грамофонни плочи.
Името „Саканакшон“ е замислено от Ямагучи и първоначално не се нрави на Ивадера. Когато фронтменът го пита за мнението му относно името, Ивадера казва, че никак не го харесва, но Ямагучи го е принуждава да се примири с това.

### Пътят към успеха
Саканакшон привлича вниманието на публиката за първи път по време на фестивала Rising Sun Rock Festival през 2006 г. Първият студиен албум на групата излиза година по-късно под името Go to the Future. Три песни от него са още от периода на групата Дъчман, но са презаписани и пуснати отново – Mikazuki Sunset и Inner World, включени в Go to the Future, а Word е пусната за дигитално теглене и по-късно е включена във втория студиен албум на групата – Night Fishing. Известно време след издаването му членовете вземат решение да се преместят от Хокайдо в Токио, където да увеличат публиката си. Сменят и звукозаписната си компания от BabeStar Label на Victor Entertainment.
На 9 август 2008 г. съставът участва на събитието Summer Sonic '08, организирано от една от най-слушаните радиостанции в Япония – Music On!. На същото събитие участват Пол Уелър и групите The Fratellis, Death Cab for Cutie, Cajun Dance Party, Band of Horses, Blood Red Shoes и These New Puritans.
На 26 декември същата година групата достига 9 място в класацията Japan Hot 100 на сп. „Billbord“ със сингъла Sen to Rei. В рамките на четири седмици песента се изкачва от 91 до 9 място. Това е голямо постижение за групата, което ясно показва израстването ѝ на фона на японската музикална индустрия.

## Дискография

### Студийни албуми
- 2007 – Go to the Future
- 2008 – Night Fishing
- 2009 – Shin-shiro
- 2010 – Kikuuiki
- 2011 – Documentaly
- 2013 – Sakanaction
- 2019 – 834.194

|  | Тази страница частично или изцяло представлява превод на страницата Sakanaction в Уикипедия на английски. Оригиналният текст, както и този превод, са защитени от Лиценза „Криейтив Комънс – Признание – Споделяне на споделеното“, а за съдържание, създадено преди юни 2009 година – от Лиценза за свободна документация на ГНУ. Прегледайте историята на редакциите на оригиналната страница, както и на преводната страница, за да видите списъка на съавторите. ВАЖНО: Този шаблон се отнася единствено до авторските права върху съдържанието на статията. Добавянето му не отменя изискването да се посочват конкретни източници на твърденията, които да бъдат благонадеждни. |